# C1000 museum
C1000 museum in Hellendoorn is een particulier museum over voormalige supermarktketen C1000 die in 2015 haar laatste winkel heeft gesloten.
Dit museum werd door Gerard Marsman opgericht en na jaren voorbereiding op 17 december 2023 geopend. In het museum is voormalige reclame met de acteurs Jack Wouterse en Cas Jansen te zien. Het museum wordt draaiende gehouden door vrijwilligers. Er zijn een auto uit de reclames, een emballage automaat en een museumwinkeltje waar je dingen als sokken, sleutelhangers en pennen kan kopen en uiteraard ook veel C1000 verpakkingen aanwezig. Het is net een echte supermarkt.

## Afbeeldingen

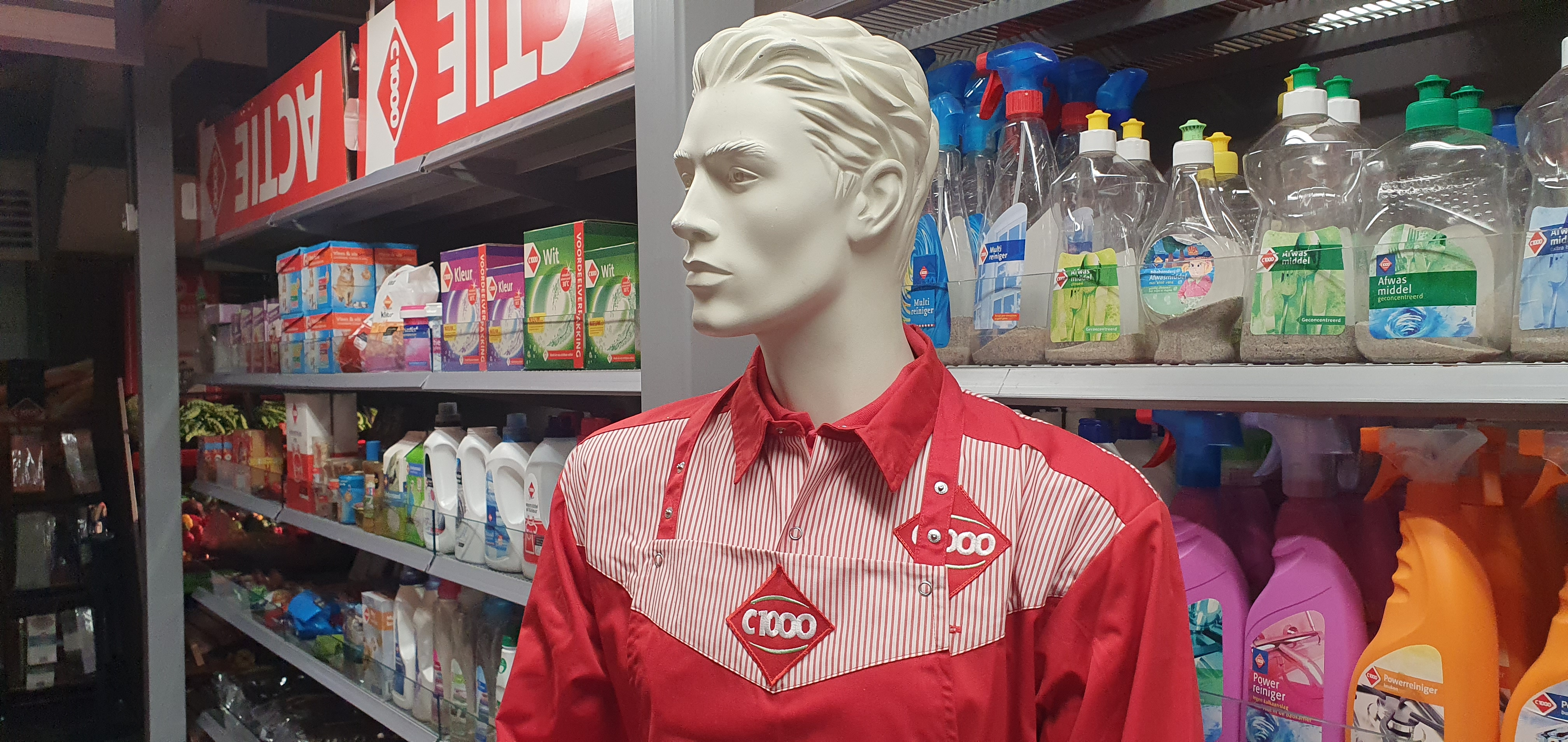
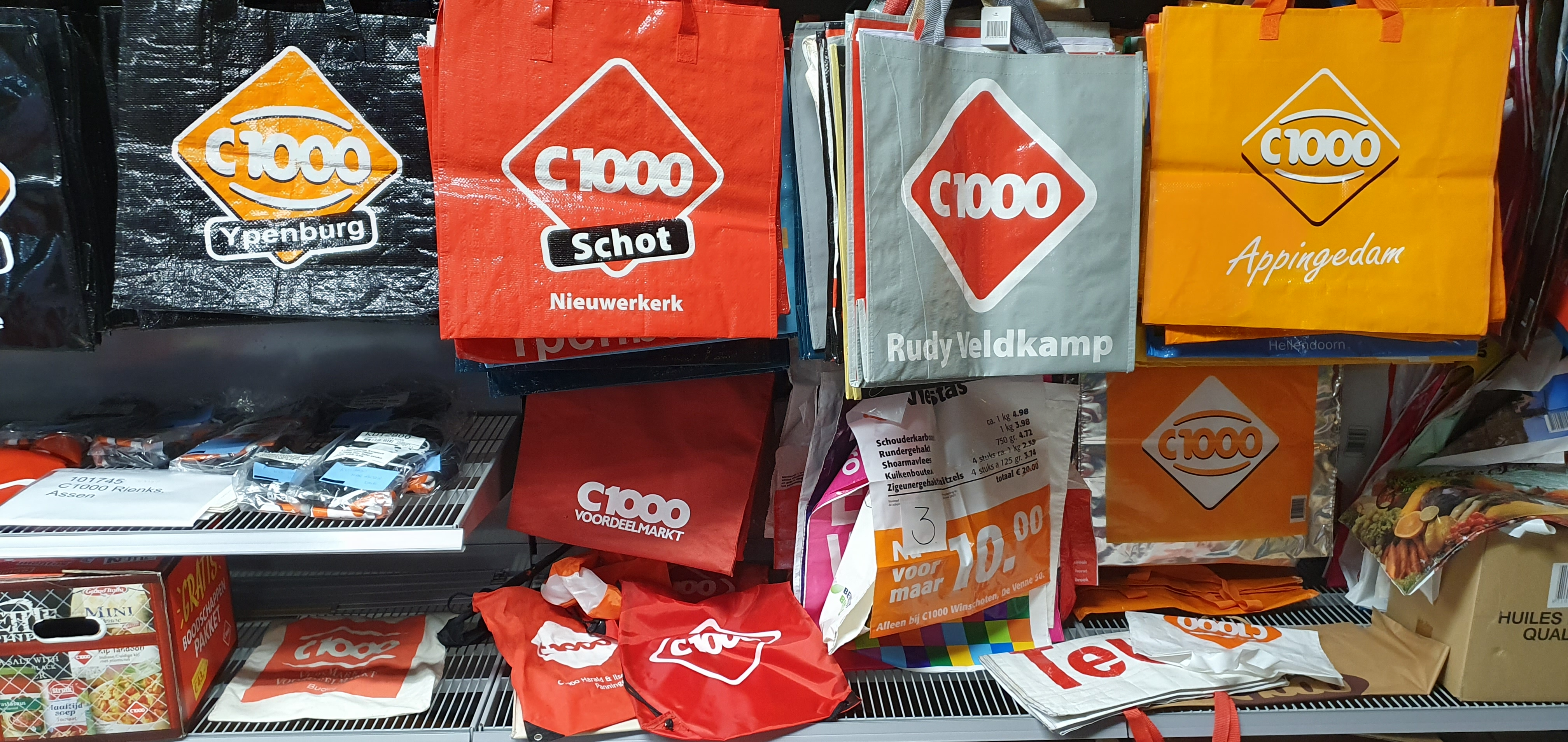
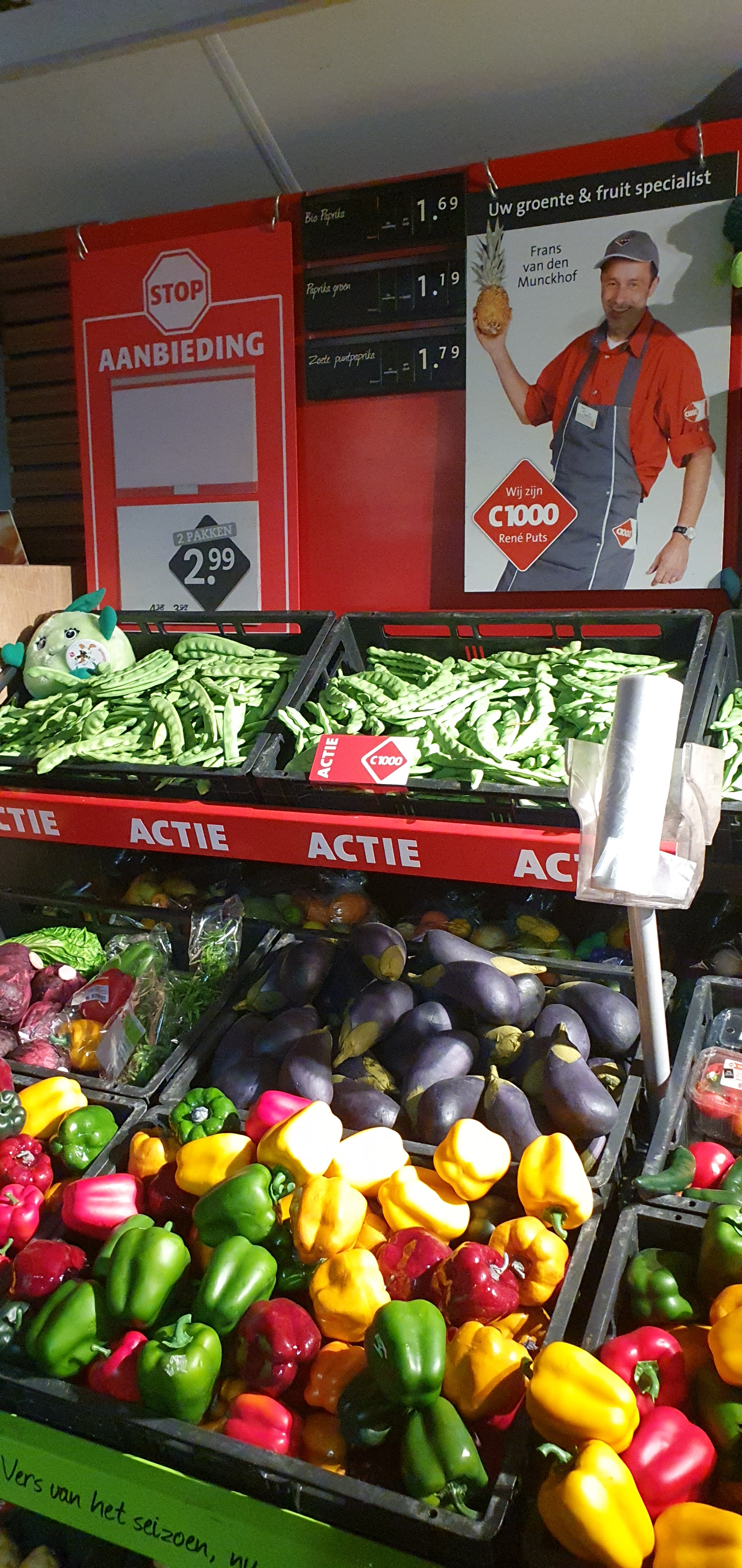